# سرشماری ۱۹۳۱ فلسطین

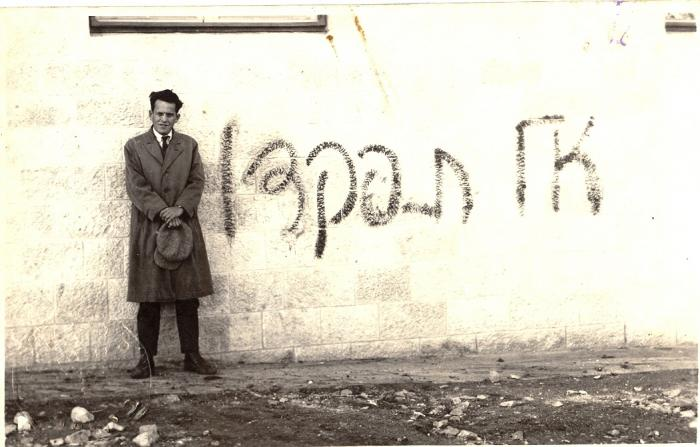
ابا اهمیر در کنار گرافیتی ایستاده‌است که از شرکت در سرشماری فلسطین در سال ۱۹۳۱ دعوت می‌کند.

سرشماری فلسطین در سال ۱۹۳۱ دومین سرشماری توسط مقامات قیمومیت بریتانیا بر فلسطین بود. در ۱۸ نوامبر ۱۹۳۱ به سرپرستی سرگرد ای. میلز پس از سرشماری فلسطین در سال ۱۹۲۲ انجام شد. پس از این هیچ سرشماری بیشتری در فلسطین توسط دولت بریتانیا انجام نشد.
این سرشماری کل جمعیت را ۱٬۰۳۵٬۸۲۱ (۱٬۰۳۳٬۳۱۴ بدون احتساب تعداد نیروهای مسلح بریتانیا) نشان داد، که از سال ۱۹۲۲، ۳۶٫۸ درصد افزایش یافته بود. از این میان جمعیت یهودیان ۱۰۸٫۴ درصد افزایش یافته بود.
پراکندگی جمعیت بر اساس مذهب به شرح زیر تقسیم شده‌است: ۷۵۹٫۷۱۷ مسلمان، ۱۷۴٫۶۱۰ یهودی، ۹۱٫۳۹۸ مسیحی، ۹٫۱۴۸ دروزی، ۳۵۰ بهایی، ۱۸۲ سامری و ۴۲۱ «بی‌دین». یک مشکل خاص توسط بادیه نشینان کوچ نشین جنوب ایجاد شد که تمایلی به همکاری نداشتند. بر اساس مشاهدات محلی، تخمین جمعیت هر قبیله توسط افسران بخشداری انجام شد. مجموع ۷۵۹٫۷۱۷ مسلمان شامل ۶۶٫۵۵۳ نفری بود که با آن روش برشمرده شدند تعداد نیروهای خارجی انگلیسی مستقر در فلسطین در سال ۱۹۳۱ بالغ بر ۲۵۰۰ نفر بوده‌است.

## انتشار
سه جلد از داده‌های به دست آمده از سرشماری توسط دولت فلسطین منتشر شد. آنها توسط ناظر سرشماری و دستیار دبیر ارشد، ای. میلز ویرایش شدند.
- سرشماری فلسطین ۱۹۳۱. جمعیت روستاها، شهرها و نواحی اداری(به انگلیسی: Census of Palestine 1931. Population of Villages, Towns and Administrative Areas). اورشلیم، ۱۹۳۲ (۱۲۰ صفحه).[۶]
- سرشماری فلسطین ۱۹۳۱، جلد اول. فلسطین قسمت اول، گزارش(به انگلیسی: Census of Palestine 1931, Volume I. Palestine Part I, Report.). اسکندریه، ۱۹۳۳ (۳۴۹ صفحه).
- سرشماری فلسطین ۱۹۳۱، جلد دوم. فلسطین، قسمت دوم، جداول(به انگلیسی: Census of Palestine 1931, Volume II. Palestine, Part II, Tables.). اسکندریه، ۱۹۳۳ (۵۹۵ صفحه).

## بیشتر خواندن
- عصاره‌های کوتاه متفرقه از گزارش‌های سرشماری در دانشگاه اموری: .
- جی. مک‌کارتی، جمعیت فلسطین، انتشارات دانشگاه کلمبیا (۱۹۸۸). این شامل صفحات زیادی از جداول استخراج شده از گزارش‌های سرشماری است.